# Hrabstwo Franklin (Nowy Jork)
Franklin – hrabstwo (ang. county) w stanie  Nowy Jork w USA. Populacja wynosi 51 134 mieszkańców (stan według spisu z 2000 r.).
Powierzchnia hrabstwa wynosi 4396 km². Gęstość zaludnienia wynosi 12 osób/km².

## Miasta
- Bangor
- Bellmont
- Bombay
- Brandon
- Brighton
- Burke
- Chateaugay
- Constable
- Dickinson
- Duane
- Fort Covington
- Franklin
- Harrietstown
- Malone
- Moira
- Santa Clara
- Tupper Lake
- Waverly
- Westville

## CDP
- Fort Covington Hamlet
- Paul Smiths
- St. Regis Falls

## Wioski
- Brushton
- Burke
- Chateaugay
- Malone
- Saranac Lake
- Tupper Lake